# Libor Zelníček
Libor Zelníček (* 10. června 1965 Moravský Krumlov) je bývalý český fotbalový útočník. Po skončení aktivní kariéry trénuje v nižších soutěžích.

## Škola
- Gymnázium Brno, třída Kapitána Jaroše – maturita v roce 1983[1]

## Hráčská kariéra
Moravskokrumlovský rodák a odchovanec vyhrál se Zbrojovkou Brno dorostenecký titul v sezoně 1982/83. Profesionálně hrál za Zbrojovku Brno, VTJ Tábor, Baník Ostrava, Drnovice a Chrudim. V československé a české lize nastoupil ve 108 utkáních a dal 17 gólů. V Poháru vítězů pohárů nastoupil ve 4 utkáních. V sezónách 1988/89 a 1990/91 byl nejlepším střelcem Zbrojovky. Na jaře 1996 vstřelil 3 góly v MSFL za Ratíškovice.

### Evropské poháry
V sezoně 1991/92 zasáhl do všech 4 utkání Baníku Ostrava v Poháru vítězů pohárů, aniž by skóroval.

### Nižší soutěže
V sezoně 1996/97 hrál divizi – sk. D za FC Zeman Brno, poté byl 8 let v Rakousku (SV Karlstetten 1997–2000, SV Pulkau 2000–2005). Po návratu do vlasti hrál za FC Vinohrady Sádek / Čáslavice-Sádek, SK Újezd u Brna a od 26. března 2009 byl hráčem TJ Tatran Kohoutovice.

### Prvoligová bilance
| Ročník                                   | Zápasy | Góly | Klub              |
| ---------------------------------------- | ------ | ---- | ----------------- |
| Česká národní fotbalová liga 1983/84     | 17     | 1    | Zbrojovka Brno    |
| Česká národní fotbalová liga 1984/85     | 14     | 2    | VTJ Tábor         |
| Česká národní fotbalová liga 1985/86     | 24     | 5    | VTJ Tábor         |
| Česká národní fotbalová liga 1986/87     | 22     | 2    | Zbrojovka Brno    |
| Česká národní fotbalová liga 1987/88     | 27     | 11   | Zbrojovka Brno    |
| Česká národní fotbalová liga 1988/89     | 29     | 12   | Zbrojovka Brno    |
| 1. československá fotbalová liga 1989/90 | 29     | 7    | Zbrojovka Brno    |
| 1. československá fotbalová liga 1990/91 | 25     | 5    | Zbrojovka Brno    |
| 1. československá fotbalová liga 1991/92 | 23     | 4    | Baník Ostrava     |
| 1. česká fotbalová liga 1993/94          | 26     | 0    | FC Petra Drnovice |
| 1. česká fotbalová liga 1994/95          | 5      | 1    | FC Petra Drnovice |
| 2. česká fotbalová liga 1995/96          | 2      | 0    | SK Chrudim 1887   |
| CELKEM I. LIGA                           | 108    | 17   |                   |

## Tenérská kariéra
V letech 2004–2006 byl asistentem u B-týmu Zbrojovky ve 2. lize, dále v období 2006–2008 vedl prvoligový dorost Zbrojovky, poté se krátce přesunul k žactvu Moravského Krumlova, aby od podzimu 2008 převzal divizní HFK Třebíč. Po dvou sezonách odešel do divizních Rosic, se kterými vyhrál divizi a postoupil do MSFL, kde je i na podzim 2011 vedl. V průběhu podzimu 2011 se vrátil do divizního HFK Třebíč, kde působil do konce třetiligové sezony 2015/16.